# Ievgueni Tcherviakov
Ievgueni Veniaminovich Tcherviakov (en russe : Евгений Червяков), né le 27 décembre 1899 à Abdoulino dans l'Empire russe et mort le 17 février 1942  à Mga (oblast de Léningrad en Union soviétique), est un comédien, réalisateur et scénariste soviétique.

## Biographie
Né dans le gouvernement de Samara, Ievgueni Tcherviakov est scolarisé dans un gymnasium pour garçons. Arès une formation à l'école dramatique d'Oufa en 1917-1918, il travaille comme acteur au théâtre ouvrier de Ieïsk en 1919-1921, et dans d'autres villes. Il fait ses études à l'Institut national de la cinématographie dont il sort diplômé en 1925.
A la fin des années 1920, commence sa carrière de réalisateur. Son premier film Fille d'un fleuve lointain (1927) est considéré comme disparu. La même année sort Le Poète et le Tsar co-réalisé avec Vladimir Gardine, qui est la deuxième biographie du grand poète russe Alexandre Pouchkine, où Tcherviakov incarne lui même le premier rôle. Le film a eu le malheur de sortir après Les Décembristes d'Aleksandr Ivanovski et au moment même où la campagne contre le cinéma qu'on qualifiait comme bourgeois prenait de la force. La critique s'est pour la plupart rangée de l'avis du poète Vladimir Maiakovski, qui jouit d'une considération formidable dans les cercles culturels soviétiques. En effet, Maiakovski ne mâche pas ses mots lors d'une conférence de presse organisée par la Komsomolskaïa Pravda en octobre 1927 et utilise le film comme un exemple de tout ce qu'il perçoit comme étant faux dans le cinéma soviétique.
Le film muet Mon fils réalisé en 1928, avec Anna Sten, est également considéré comme perdu jusqu'en 2008, quand cinq bobines de pellicule seront retrouvées en Argentine. 
En 1930, il adapte l'un des meilleurs romans de Konstantin Fedine Les Villes et les années, qui évoque la vie en Allemagne pendant la Première Guerre mondiale et la guerre civile russe.
Plus tard, Tcherviakov apporte sa contribution à l'industrie de la propagande soviétique. Ainsi son film Les Prisonniers, adapté de la pièce de Nikolaï Pogodine Les Aristocrates, où Mark Bernes fait sa première apparition, est consacré à l'histoire de la construction du Belomorkanal, l'un des premiers grands chantiers à être réalisés par des détenus du Goulag. Ce long métrage développe l'idée récurrente du cinéma soviétique, de la nécessité de rééducation des criminels par le travail. Son film suivant L'Honneur (1938) raconte la lutte d'un commissaire politique contre les saboteurs trotskistes qui préparent une collision entre deux trains.
Il enseigne à l'Académie des arts du théâtre de Saint-Pétersbourg. Parmi ses élèves on peut mentionner Ilia Frez, Sergueï Ponatchevny, Leonid Kmit...
Le début de la Seconde Guerre mondiale le surprend à Leningrad. Il refuse l'évacuation et continue de travailler. Il réalise un épisode pour Boevoï kinosbornik 2 le second volet d'une série de treize films à contenu idéologique et patriotique qui sort en 1941.
Tcherviakov s'engage dans l'armée rouge en automne 1941. Après une courte formation il se trouve en tête d'une compagnie au sein de la 54e armée, avec le grade de lieutenant. Le 16 février 1942 lors d'un combat il est blessé à l'abdomen et meurt le lendemain. Il est inhumé dans le village Novaïa Malouksa, dans l'oblast de Leningrad où ses restes sont transférés en mai 1964.

## Filmographie sélective

### En tant qu'acteur
- 1927 : Le Poète et le Tsar (Поэт и царь) : Alexandre Pouchkine
- 1929 : La Nouvelle Babylone (Новый Вавилон) : officier de la Garde nationale

### En tant que réalisateur
- 1927 : La Jeune Fille de la rivière lointaine (it) (Девушка с далёкой реки)
- 1927 : Le Poète et le Tsar (Поэт и царь)
- 1928 : L'Enfant d'un autre (Мой сын, Moï syn)
- 1930 : Les Villes et les Années (Города и годы, Goroda i gody)
- 1936 : Détenus (Заключённые, Zakliuchennye)
- 1938 : L'Honneur (ru) (Честь, Tchest)

### En tant que scénariste
- 1927 : Le Poète et le Tsar (Поэт и царь)
- 1928 : L'Enfant d'un autre (Мой сын, Moï syn)
- 1930 : Les Villes et les Années (Города и годы, Goroda i gody) coécrit avec Nathan Zarkhi